# Офіс Президента України
50°26′36.35″ пн. ш. 30°31′33.84″ сх. д. / 50.4434306° пн. ш. 30.5260667° сх. д.
Офіс Президента України (ОПУ) — постійний орган, утворений Президентом України для забезпечення повноцінного здійснення його конституційних повноважень.
У різні періоди мав різні назви: Адміністрація Президента України (1991—2005, 2010—2019), Секретаріат Президента України (2005—2010).

## Основні завдання
Основними завданнями Офісу є забезпечення здійснення Президентом України його конституційних повноважень на засадах відкритості, гласності та прозорості. Загальне керівництво Офісом здійснює Керівник Офісу.

## Історія
Для забезпечення здійснення своїх повноважень як Глави держави Президентом України Леонідом Кравчуком 13 грудня 1991 (указ № 6/1991) було створено чинний орган, який отримав назву «Адміністрація Президента України». Загальне керівництво Адміністрацією Президента здійснював Секретар Адміністрації, який призначався на посаду і звільнявся з неї Президентом України. Основними завданнями Адміністрації були організаційне, правове, консультативне, інформаційне, експертно-аналітичне та інше забезпечення діяльності Президента України. Першим (і єдиним) Секретарем став Микола Хоменко.
На підставі розпорядження Президента України № 21 його Адміністрація з 8 січня 1992 займала будинок № 11 по вулиці Банковій у Києві.
У липні 1994 новообраний Президент України Леонід Кучма змінив назву керівника Адміністрації на «Глава Адміністрації Президента України». Першим Главою став Дмитро Табачник.
Третій Президент України, Віктор Ющенко, також не залишив Адміністрацію без уваги і вже 24 січня 2005, на другий після його інавгурації день, вона була реорганізована у Секретаріат Президента України. Першим Державним секретарем України, як тепер звався керівник Секретаріату, став Олександр Зінченко.
22 вересня 2005 посада Державного Секретаря була замінена на посаду Голови Секретаріату Президента України.
14 жовтня 2005 Віктор Ющенко ліквідував Секретаріат Президента і створив його заново, тепер вже на чолі з Главою, а не Головою.
25 лютого 2010 знову Адміністрація Президента України.
20 червня 2019 року утворено Офіс Президента України шляхом реорганізації Адміністрації Президента України. Незважаючи на цей указ, інший указ Президента «Про Положення про Адміністрацію Президента України», у якому назва держустанови є незміненою, залишається чинним.

## Структура
Структура Офісу Президента України визначена такою:
- Керівник Офісу Президента України;
- Перший заступник Керівника Офісу Президента України;
- заступники Керівника Офісу Президента України;
- Керівник Апарату Офісу Президента України;
- Перший помічник Президента України;
- помічники Президента;
- радники Президента;
- Прес-секретар Президента України;
- уповноважені Президента України;
- представники Президента України;
- Кабінет Президента України;
- Кабінет Керівника Офісу Президента України;
- Директорат з питань правової політики;
- Директорат з питань зовнішньої політики;
- Директорат з питань національної безпеки та оборони;
- Директорат з питань юстиції та правоохоронної діяльності;
- Директорат з питань регіональної політики та децентралізації;
- Директорат з питань економічної політики;
- Директорат з питань внутрішньої та гуманітарної політики;
- Директорат з питань інформаційної політики;
- Департамент документального забезпечення;
- Служба Державного Протоколу та Церемоніалу;
- Департамент з питань громадянства, помилування, державних нагород;
- Департамент з питань звернень громадян;
- Департамент доступу до публічної інформації;
- Департамент управління персоналом;
- Департамент інформаційних технологій;
- Департамент забезпечення зв'язків із Верховною Радою України та Кабінетом Міністрів України;
- Департамент забезпечення діяльності уповноважених, представників та роботи Офісу Президента України;
- Режимно-секретний департамент.[8]

## Положення про Секретаріат Президента України
Положення про Секретаріат Президента України було затверджено Указом Президента України №-1548/2005 від 4 листопада 2005 року.
Відповідно до Положення, цей орган є постійно діючим і утворений Президентом для здійснення його повноважень. Загальне керівництво Секретаріатом здійснює Глава Секретаріату, який призначається та звільняється з посади Президентом України. Основними завданнями Секретаріату є організаційне, правове, консультативне, інформаційне, протокольне, експертно-аналітичне та інше забезпечення діяльності Президента України.
До виконання окремих завдань Секретаріату можуть залучатися вчені й фахівці (у тому числі на договірній основі), працівники центральних та місцевих органів виконавчої влади. Секретаріат має право порушувати перед керівниками різних рівнів питання про усунення виявлених недоліків та упущень, а про факти порушення Конституції та законів України, указів і розпоряджень Президента України інформувати правоохоронні органи. Секретаріат має право запитувати і одержувати інформацію від державних органів та органів місцевого самоврядування, державних підприємств, установ, організацій, посадових осіб.
У процесі виконання покладених завдань Секретаріат відстоює позиції Президента України у взаємодії з Верховною Радою України, Кабінетом Міністрів України, Конституційним Судом України, правоохоронними, іншими державними органами, органами місцевого самоврядування, а також підприємствами, установами, організаціями.
Секретаріат є юридичною особою, має печатку із зображенням Державного герба України та своїм найменуванням.
Формально Секретаріат виконував ті ж самі функції, що і попередня Адміністрація Президента України.

## Положення про Адміністрацію Президента України
Відповідно до Указу Президента України від 25 лютого 2010 року № 265/2010 Секретаріат Президента України ліквідовано та утворено Адміністрацію Президента України.
Відповідно до Положення про Адміністрацію Президента України, прийнятого 13 серпня 2010 року, Адміністрація Президента України є постійно діючим допоміжним органом, утвореним Президентом України відповідно до пункту 28 частини першої статті 106 Конституції України.
Адміністрація у своїй діяльності керується Конституцією України, законами України, актами Президента України, Кабінету Міністрів України, міжнародними договорами України, укладеними в установленому порядку, положенням про Адміністрацію Президента України, а також розпорядженнями Глави Адміністрації Президента України.
Основними завданнями Адміністрації є організаційне, правове, консультативне, інформаційне, експертно-аналітичне та
інше забезпечення здійснення Президентом України визначених Конституцією України повноважень.
Адміністрація відповідно до покладених на неї завдань здійснює такі повноваження:
- здійснює аналіз політичних, економічних, соціальних, гуманітарних та інших процесів, що відбуваються в Україні і світі, готує за його результатами для подання на розгляд Президентові України пропозиції з питань формування та реалізації внутрішньої і зовнішньої політики держави, спрямованої на забезпечення додержання Конституції України, прав і свобод людини і громадянина, державного суверенітету, територіальної цілісності України;
- здійснює підготовку пропозицій щодо здійснення керівництва зовнішньополітичною діяльністю держави та вносить їх на розгляд Президентові України, забезпечує здійснення Президентом України представництва держави у міжнародних відносинах;
- бере участь в опрацюванні пропозицій щодо попередження та нейтралізації загроз національній безпеці України, здійснення Президентом України керівництва у сфері національної безпеки і оборони України, виконання ним повноважень Голови Ради національної безпеки і оборони України, контролю за реалізацією заходів у цій сфері, забезпечує здійснення повноважень у сфері контролю за діяльністю Збройних Сил України, інших військових формувань;
- забезпечує підготовку проєктів послань Президента України до народу, щорічних і позачергових послань Президента України до Верховної Ради України про внутрішнє і зовнішнє становище України, оприлюднює такі послання;
- забезпечує взаємодію Президента України з Верховною Радою України, Кабінетом Міністрів України, правоохоронними, іншими державними органами, органами місцевого самоврядування, об'єднаннями громадян (у тому числі політичними партіями, професійними спілками), підприємствами, установами, іншими організаціями, сприяє підвищенню ефективності такої взаємодії;
- здійснює в установленому порядку експертизу прийнятих Верховною Радою України законів, що надійшли на підпис Президентові України, готує пропозиції щодо підписання законів або застосування щодо них права вето;
- забезпечує планування діяльності Президента України;
- опрацьовує і подає на підпис Президентові України проєкти указів, розпоряджень Президента України, інших документів;
- забезпечує підготовку проєктів законів, що вносяться Президентом України до Верховної Ради України в порядку законодавчої ініціативи; готує пропозиції щодо визначення Президентом України законопроєктів як невідкладних для позачергового розгляду Верховною Радою України;
- забезпечує офіційне оприлюднення підписаних Президентом України законів України, а також указів і розпоряджень Президента України та багато інших повноважень, перелічених у Положенні про Адміністрацію Президента України.

## Положення про Офіс Президента України
20 червня 2019 року Указом Президента України №-417/2019 утворено Офіс Президента України, в рамках реорганізації Адміністрації Президента України.
Офіс Президента України очолює Керівник Офісу Президента України.
Відповідно до Положення про Офіс Президента України, прийнятого 25 червня 2019 року, Офіс Президента України є постійно діючим допоміжним органом, утвореним Президентом України відповідно до пункту 28 частини першої статті 106 Конституції України.
Офіс у своїй діяльності керується Конституцією України, законами України, актами Президента України, Кабінету Міністрів України, міжнародними договорами України, укладеними в установленому порядку, цим Положенням, а також розпорядженнями Керівника Офісу Президента України та наказами Керівника Апарату Офісу Президента України.
Основними завданнями Офісу є організаційне, правове, консультативне, інформаційне, експертно-аналітичне та інше забезпечення здійснення Президентом України визначених Конституцією України повноважень. Офіс відповідно до покладених на нього завдань:
- здійснює експертний аналіз політичних, економічних, соціальних, гуманітарних та інших процесів, що відбуваються в Україні і світі, готує за його результатами для подання на розгляд Президентові України пропозиції з питань формування та реалізації внутрішньої і зовнішньої політики держави, спрямованої на забезпечення додержання Конституції України, прав і свобод людини і громадянина, державного суверенітету, територіальної цілісності України;
- забезпечує підготовку пропозицій щодо здійснення керівництва зовнішньополітичною діяльністю держави та вносить їх на розгляд Президентові України;
- бере участь в опрацюванні пропозицій щодо здійснення Президентом України керівництва у сферах національної безпеки та оборони України, виконання ним повноважень Голови Ради національної безпеки і оборони України, здійснення контролю за сектором безпеки і оборони;
- здійснює в установленому порядку експертизу прийнятих Верховною Радою України законів, що надійшли на підпис Президентові України, готує пропозиції щодо підписання законів або застосування щодо них права вето;
- опрацьовує і подає на підпис Президентові України проєкти указів, розпоряджень Президента України, інших документів;
- забезпечує підготовку проєктів законів, що вносяться Президентом України до Верховної Ради України в порядку законодавчої ініціативи; готує пропозиції щодо визначення Президентом України законопроєктів як невідкладних для позачергового розгляду Верховною Радою України;
- забезпечує підготовку проєктів послань Президента України до народу, щорічних і позачергових послань Президента України до Верховної Ради України про внутрішнє і зовнішнє становище України, оприлюднює такі послання;
- забезпечує в установленому порядку взаємодію Президента України з Верховною Радою України, Кабінетом Міністрів України, правоохоронними, іншими державними органами, органами місцевого самоврядування, об'єднаннями громадян (у тому числі політичними партіями, професійними спілками), підприємствами, установами, організаціями, сприяє підвищенню ефективності такої взаємодії;
- забезпечує офіційне оприлюднення підписаних Президентом України законів України, а також указів і розпоряджень Президента України;
- здійснює підготовку проєктів указів Президента України про призначення на посаду судді, а також щодо утворення, реорганізації і ліквідації судів;
- здійснює підготовку проєктів конституційних подань, звернень Президента України до Конституційного Суду України та пропозицій щодо позиції Президента України у справах, які розглядаються Конституційним Судом України;
- опрацьовує внесені в установленому порядку пропозиції з кадрових питань, що належать до повноважень Президента України;
- забезпечує опрацювання та подання в установленому порядку на розгляд Президента України пропозицій щодо присвоєння вищих військових звань, вищих дипломатичних рангів та інших вищих спеціальних звань і класних чинів, нагородження державними нагородами, встановлення президентських відзнак та нагородження ними;
- здійснює аналіз актів Кабінету Міністрів України, нормативно- правових актів Верховної Ради Автономної Республіки Крим, актів Ради міністрів Автономної Республіки Крим, рішень голів місцевих державних адміністрацій та за наявності підстав вносить Президентові України пропозиції щодо забезпечення приведення їх у відповідність із Конституцією та законами України, актами Президента України або зупинення їх дії, скасування;
- забезпечує контроль за виконанням указів, розпоряджень Президента України;
- здійснює моніторинг інформаційного простору України, створює умови для доступу громадськості до інформації про діяльність Президента України, Офісу, забезпечує оперативне надання інформації про діяльність Президента України, Офісу засобам масової інформації, забезпечує роботу Офіційного інтернет-представництва Президента України, розміщує на його вебсайті укази і розпорядження Президента України, а також іншу інформацію про діяльність Президента України, Офісу;
- забезпечує розгляд в установленому порядку запитів народних депутатів України, груп народних депутатів України, комітетів Верховної Ради України до Президента України;
- забезпечує опрацювання та подання в установленому порядку на розгляд Президентові України пропозицій щодо прийняття до громадянства України та припинення громадянства України, надання притулку в Україні, здійснення помилування;
- забезпечує планування діяльності Президента України;
- забезпечує організацію та проведення протокольних та церемоніальних заходів за участю Президента України, зарубіжних візитів та робочих поїздок Глави держави;
- забезпечує в установленому порядку доступ до публічної інформації, розгляд, опрацювання, облік, систематизацію, аналізування та надання відповідей на запити на інформацію, що надходять до Президента України та Офісу, консультацій під час оформлення запитів;
- організовує прийом громадян, які звертаються до Президента України, розгляд звернень громадян, а також звернень органів місцевого самоврядування, політичних партій та громадських об'єднань (у тому числі професійних спілок), підприємств, установ, організацій, здійснює облік і аналіз таких звернень, на основі аналізу звернень розробляє та подає Президентові України пропозиції щодо розв'язання порушених у них проблем;
- здійснює організаційно-технічне забезпечення діяльності створених Президентом України консультативних, дорадчих та інших допоміжних органів і служб;
- забезпечує в межах своєї компетенції реалізацію державної політики стосовно державної таємниці;
- виконує інші функції для забезпечення здійснення Президентом України своїх повноважень.

## Керівництво Офісу Президента України
Станом на 29 листопада 2024 року
- Керівник Офісу Президента України — Єрмак Андрій Борисович
- Заступник Керівника Офісу Президента України — Ковальська Олена Олександрівна
- Заступник Керівника Офісу Президента України — Жовква Ігор Іванович
- Заступник Керівника Офісу Президента України — Татаров Олег Юрійович[15]
- Заступник Керівника Офісу Президента України — Брусило Ігор Миколайович
- Заступник Керівника Офісу Президента України — Мудра Ірина Романівна
- Заступник Керівника Офісу Президента України — Микита Віктор Федорович[16]
- Заступник Керівника Офісу Президента України — Верещук Ірина Андріївна[17]
- Заступник Керівника Офісу Президениа України — Паліса Павло Сергійович[18]
- Керівник Апарату Офісу Президента України — Вітушок Марія Анатоліївна
- Перший помічник Президента України — Шефір Сергій Нахманович
- Радник Президента України (поза штатом) — Костюк Юрій Юрійович
- Радник Президента України з питань комунікацій — Литвин Дмитро Володимирович[19]
- Радник Президента України зі стратегічних питань (поза штатом) — Камишін Олександр Миколайович[20]
- Радник–уповноважений Президента України з питань забезпечення прав захисників — Вербицька Альона Миколаївна[21]
- Радник Президента України — Устенко Олег Леонідович
- Прес-секретар Президента України — Никифоров Сергій Сергійович
- Уповноважений Президента України з питань контролю за діяльністю Служби безпеки України — Семенченко Роман Юрійович[22]
- Уповноважений Президента України з питань реабілітації учасників бойових дій — Свириденко Вадим Васильович
- Уповноважений Президента України з прав дитини — Кулеба Микола Миколайович
- Уповноважений Президента України з прав людей з інвалідністю — Сушкевич Валерій Михайлович
- Уповноважений Президента України з земельних питань (поза штатом) — Лещенко Роман Миколайович[23]
- Уповноважений Президента України з питань волонтерської діяльності (поза штатом) — Пушкарьова Наталія Антонівна[24]
- Представник Президента України у Верховній Раді України — Веніславський Федір Володимирович [25]
- Представник Президента України у Кабінеті Міністрів України (поза штатом) — Кладієв Володимир Миколайович[26]
- Представник Президента України у Конституційному Суді України — Дембовський Сергій Георгійович[27]

## Обслуговування і забезпечення діяльності
Господарське забезпечення і обслуговування ОПУ в усіх необхідних напрямках діяльності на території України та за її межами здійснює Державне управління справами.
У своїх передвиборчих обіцянках Володимир Зеленский запропонув перенести адміністрацію за межі центру міста. Проте в серпні 2019 Андрій Богдан повідомив, що не може знайти варіант переїзду. План переїзду до Українського дому виявився занадто складним для реалізації.

## Архітектура будівлі

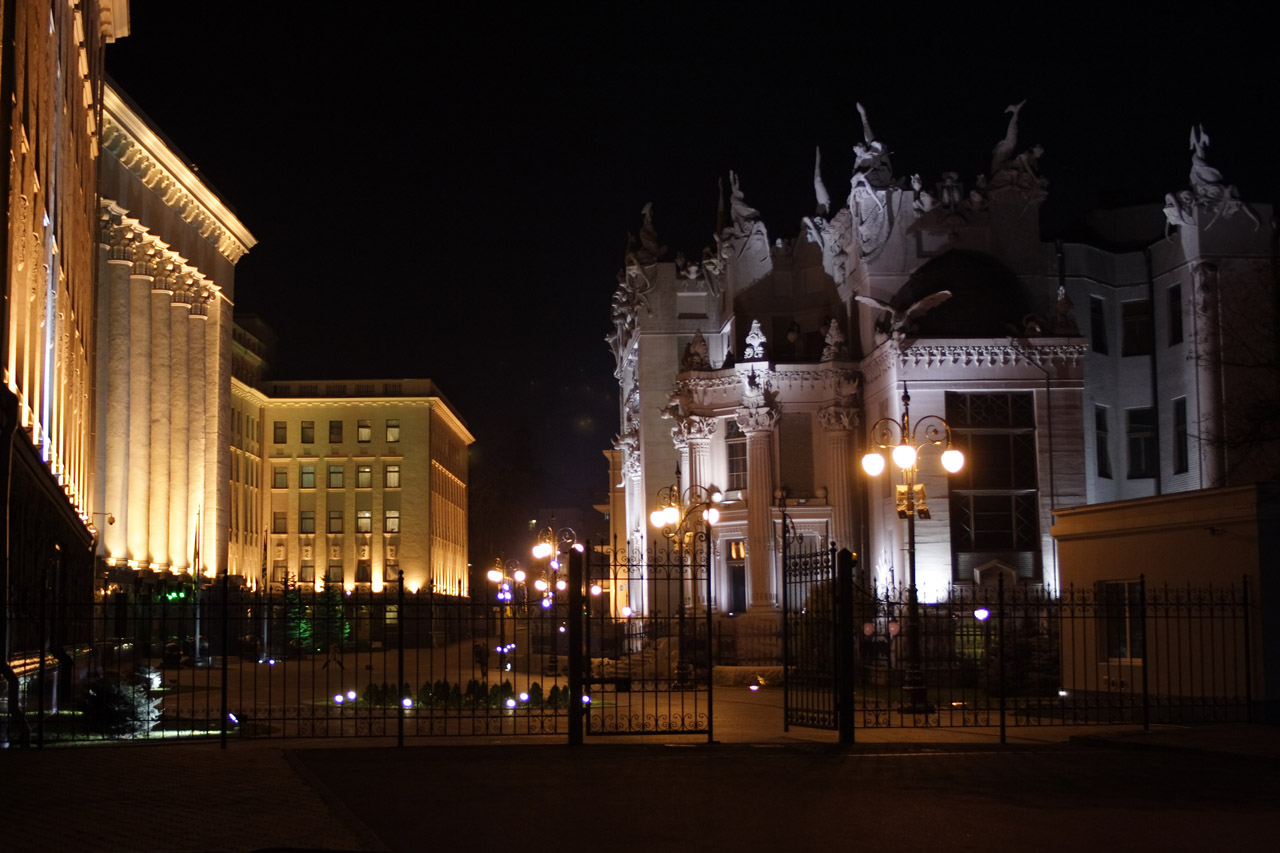
Будівля Офісу Президента України з нічним освітленням.

Будівля була споруджена напередодні другої світової війни в 1936—1939 роках для штабу Київського особливого військового округу. Автором проєкту був відомий архітектор Сергій Григор'єв. Його помічником був відомий архітектор-академік Борис Жежерін, який одночасно був автором відомої споруди палацу-санаторію «Конча-Заспа» та головного павільйону Національного експоцентру України.
Приміщення побудоване в так званому стилі — «Урочистий сталінський комуністично-радянський монументалістський ампір з древньо-римською стилізацією», який мусив символізувати велич, могутність та вічність комуністичного режиму. За іншими джерелами в стилі будинку поєднано елементи класичного стилю та українського бароко.
На внутрішньому подвір'ї знаходяться їдальня, пральня, хімчистка, друкарня, приміщення ДУС тощо.